# Jocelyn Périllat
Jocelyn Périllat, francoska alpska smučarka, * 3. maj 1955, Le Grand-Bornand, Francija.
Ni nastopila na olimpijskih igrah ali svetovnih prvenstvih. V svetovnem pokalu je tekmovala dve sezoni med letoma 1970 in 1972 ter dosegla dve uvrstitvi na stopničke, po eno v slalomu in veleslalomu. V skupnem seštevku svetovnega pokala je bila najvišje na šestnajstem mestu leta 1971, ko je bila tudi trinajsta v smukaškem, štirinajsta v slalomskem in petnajsta v veleslalomskem seštevku.